# Kunë

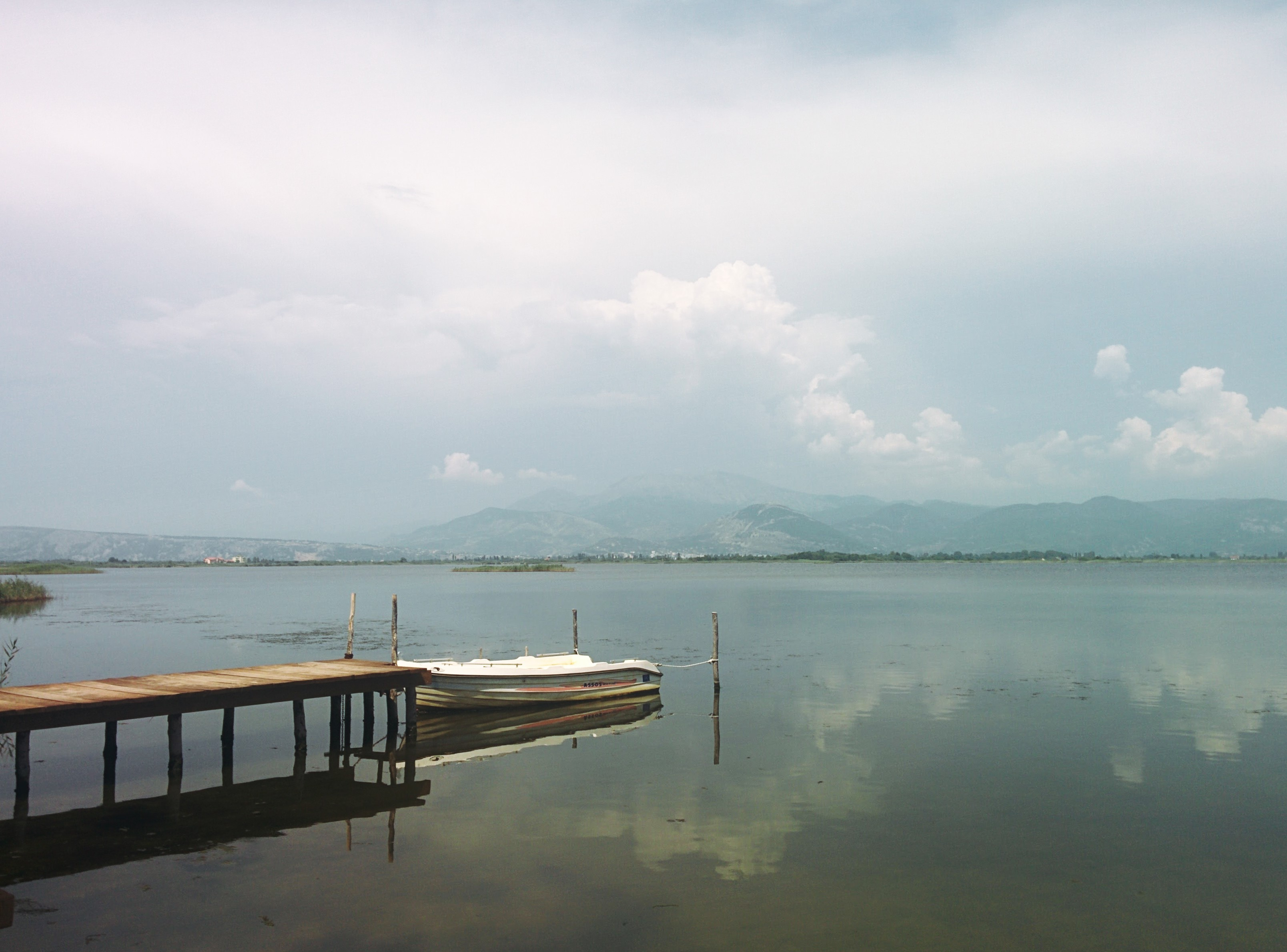
Kunë

Kunë est une île de la mer Adriatique située le long de la côte de l'Albanie, en face de la ville de Lezhë.
Sa superficie est de 1,4 km2, et son altitude maximum est de 5 m.
C'est une île formée par les alluvions du fleuve Drin. Elle présente un écosystème varié avec 70 espèces d'oiseaux, 22 espèces de reptiles et 6 espèces d'amphibiens.  Elle est incluse dans la réserve naturelle Kunë-Vain-Tale